# Iglufahrer
Iglufahrer oder Gucklochfahrer ist ein Begriff der Polizei in der deutschsprachigen Schweiz für einen Führer eines Motorfahrzeugs, der im Winter sein Fahrzeug nicht genügend von Schnee und Eis geräumt hat.
Wegen der eingeschränkten Sicht durch das Guckloch an der Frontscheibe stellt dies eine erhebliche Gefährdung des Strassenverkehrs dar. Wer bei einer Kontrolle beim Iglufahren erwischt wird, wird verzeigt und muss mit Führerausweisentzug von mindestens einem Monat und einem hohen Bussgeld rechnen.